# Fimfárum Jana Wericha
Fimfárum Jana Wericha je český animovaný film z roku 2002. Je natočený na motivy knihy Fimfárum od Jana Wericha a obsahuje pohádky Až opadá listí z dubu, Splněný sen, Lakomá Barka, Franta Nebojsa a Fimfárum. Snímek obdržel Českého lva za nejlepší výtvarné řešení. Ve filmu byly použity Werichovy vlastní nahrávky z 60. let, kdy pohádky namluvil.
Film vyrobila společnost KF Praha – Studio Jiřího Trnky, výtvarníky snímku byli Petr Poš a Martin Velíšek.